# Heita (sockenhuvudort i Kina, Guizhou Sheng, lat 28,63, long 108,51)
Heita (kinesiska: 黑獭, 黑獭乡) är en sockenhuvudort i Kina. Den ligger i provinsen Guizhou, i den sydvästra delen av landet, omkring 290 kilometer nordost om provinshuvudstaden Guiyang. Antalet invånare är 5 966. Befolkningen består av 2 922 kvinnor och 3 044 män. Barn under 15 år utgör 29,0 %, vuxna 15-64 år 58 %, och äldre över 65 år 11,0 %.